# Golan Heights Winery
Die Golan Heights Winery ist eine Weinkellerei mit Sitz in der Kleinstadt Katzrin auf den von Israel besetzten und annektierten Golanhöhen, völkerrechtlich auf syrischem Territorium. Fast alle ihrer Anbauflächen liegen auf den Golanhöhen. Wenn man das umstrittene Gebiet Israel zurechnet, ist sie, hinter den Carmel-Weinkellereien und den Barkan Wine Cellars, die drittgrößte des Landes (Stand 2012).
Die 1983 gegründete Kellerei mit rund 150 Mitarbeitern ist in Besitz von acht Gesellschaftern: vier Kibbutzim und vier Moschawim. Sie hat sich als erste Kellerei in von Israel kontrolliertem Gebiet auf die Produktion qualitativ hochwertiger Weine konzentriert, die unter den Namen Yarden, Gamla und Golan vermarktet werden. Etwa ein Drittel der Jahresproduktion von 6 Millionen Flaschen (2008) wird exportiert. Importeur für Deutschland ist CWD, eine Konzerngesellschaft der Hawesko Holding.
Eine Tochtergesellschaft ist die Galil Mountain Winery im Kibbutz Yiron in Obergaliläa. Im Jahr 2006 wurde als weitere Tochtergesellschaft der Golan Heights Winery The Golan Brewery eröffnet. Die Gasthausbrauerei mit 10 hl Ausschlagmenge wurde in Deutschland hergestellt und wird von einem deutschen Braumeister geführt. Seit Sommer 2010 wird das Bier unter dem Markennamen „Bazelet“ in ganz Israel vertrieben.

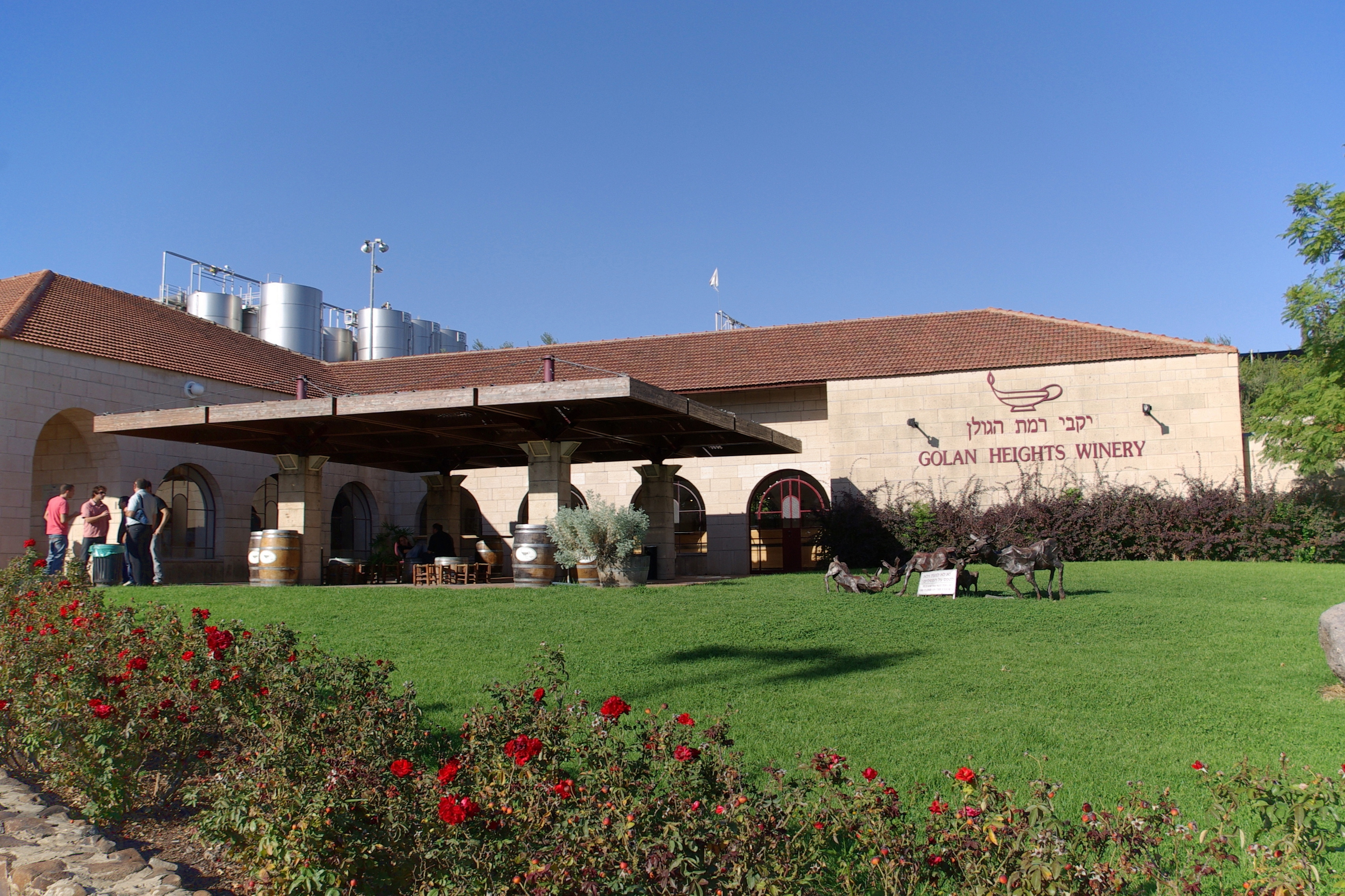
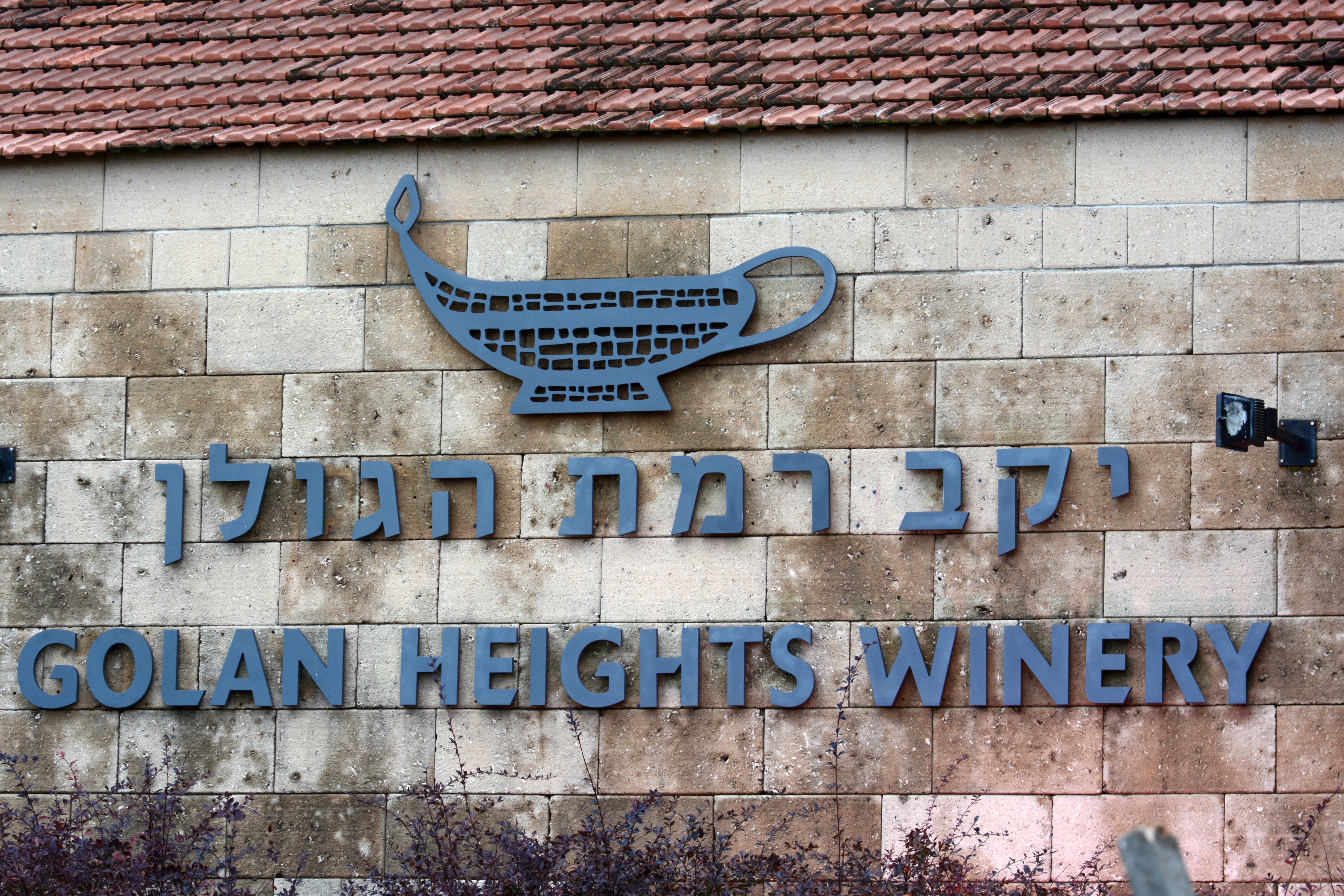
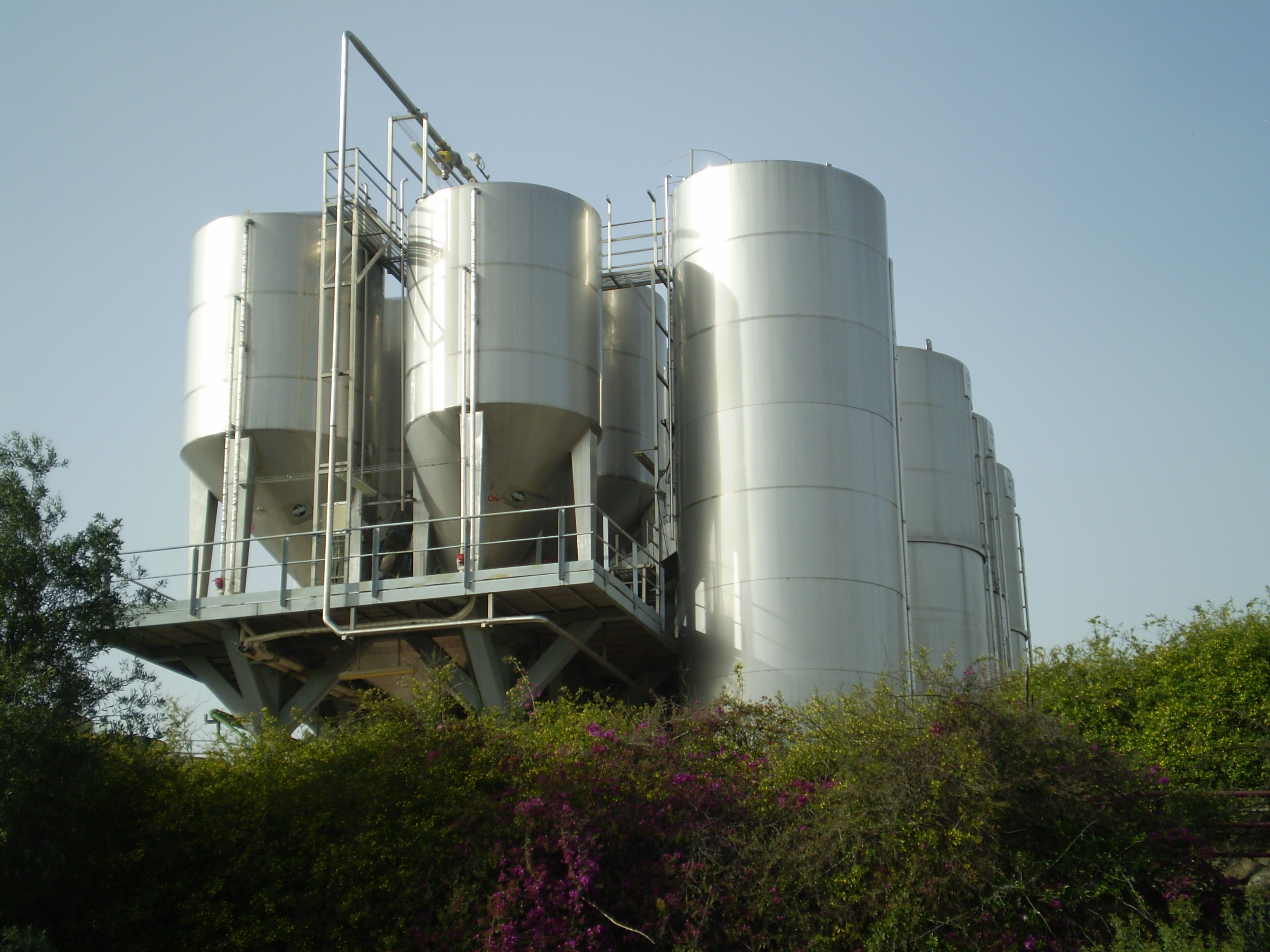
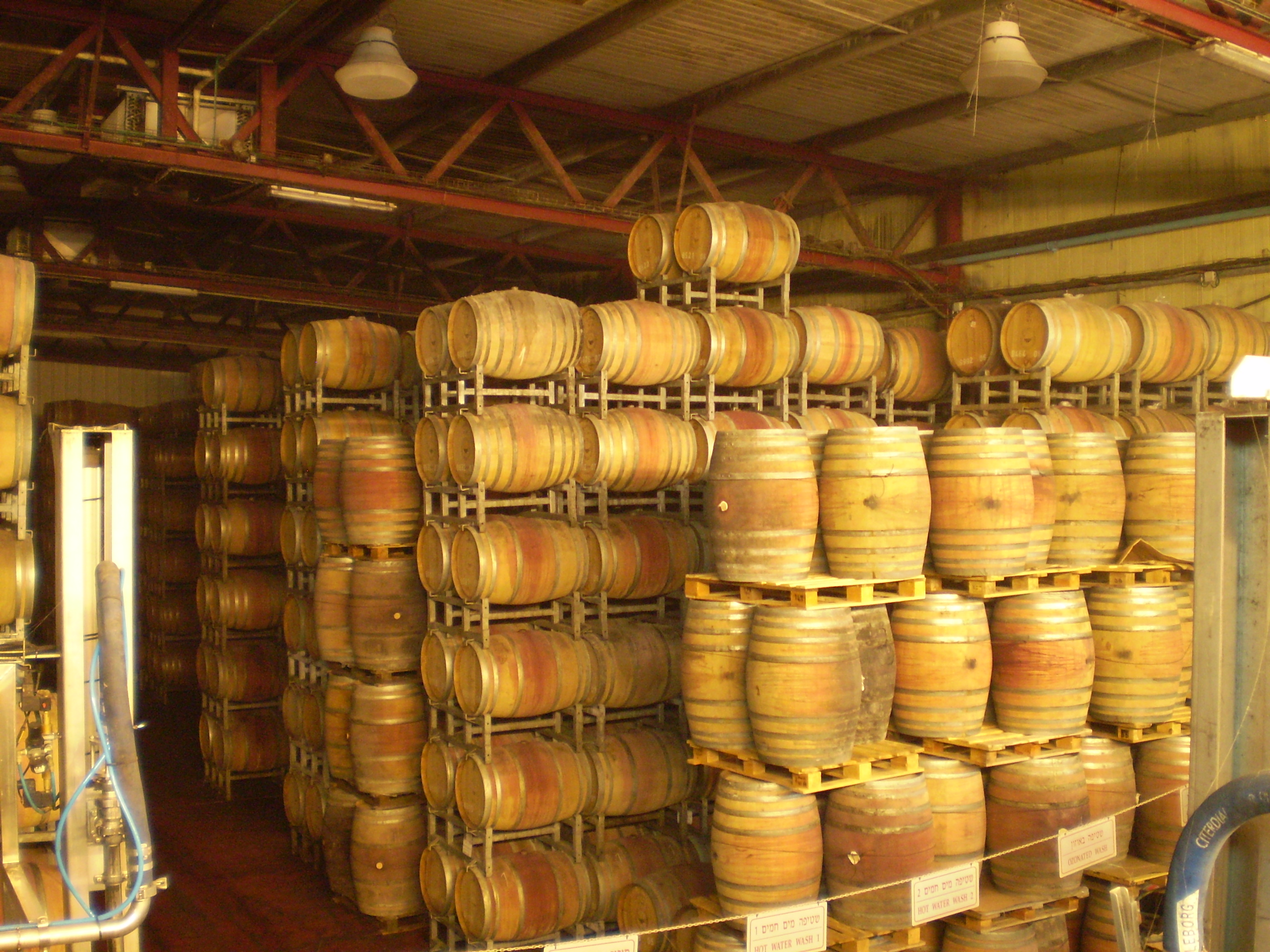